# Desenský hřeben (hora)
Desenský hřeben (německy Wonners Kaspersbruch) se tyčí nad Vodní nádrží Souš s nadmořskou výškou 908 m n. m. na jihu Jizerských hor. Na vrcholu jsou čtyři skály. Jedna z nich je nejvyšší a tvoří tak vrchol Desenského hřebene. Jeho vrchol je přístupný třemi stezkami. Od Desenského hřebene je nedaleko Protržená přehrada a ještě blíž studánka Tetřevka.

## Poloha
Leží v České republice v Libereckém kraji v Jizerských horách. Leží mezi Bílou Desnou a Černou Desnou. Je to hlavní hora Desenského hřebene. Vrchol hory leží v Chráněné krajinné oblasti Jizerské hory. Východně od vrcholu Desenského hřebene hora klesá k Vodní nádži Šouš a západně k říčce Bílé Desné a severozápadně ke studánce Tetřevka. Také Protržená přehrada je od této hory severozápadně. Severovýchodně od hory leží také hora Kání hnízdo. Po jižní straně má tato hora horu Novinu. Přesně na severní stranu od Desenského hřebene je hora Černý vrch. Desenský hřeben leží na katastrálním území Albrechtice v Jizerských horách.

## Příroda
Hora Desenský hřeben leží na severním mírném pásu.

### Vegetace
Tato hora má většinou jehličnaté lesy zejména smrkové. Nejčastěji se vyskytuje Smrk ztepilý. Občas se zde vyskytují i listnaté stromy (například: buk a jiné...). Horninou je tady Jizerská žula. Půda je zde kyselá a neúrodná. Půda má většinou hlínu a jehličky od smrků. Místy má také paseky s Brusnicí borůvkou.

### Počasí
Počasí na Desenském hřebeni je typické pro mírný (severní) pás.